# Coris batuensis
 Coris batuensis és una espècie de peix de la família dels làbrids i de l'ordre dels perciformes.

## Morfologia
Els mascles poden assolir els 17 cm de longitud total.

## Distribució geogràfica
Es troba des de l'Àfrica oriental fins a les Illes Marshall, el sud del Japó, la Gran Barrera de Corall i Tonga.